# Сумітранандан Пант
Сумітранандан Пант (20 травня 1900 року — 28 грудня 1977 року) — індійський поет.

## Біографія
Сумітранандан Пант народився в родині менеджера місцевого чайного саду, тому Пант ніколи не був у фінансовій біді. Він виріс у селі та плекав любов до колориту сільської Індії.
У 1918 році Пант вступив до Квінс-коледжу в Банарасі. Там він познайомився з творами Сароджіні Найду та Рабіндраната Тагора, та англійських поетів-романтиків.  У 1919 році він переїхав до Аллахабада, і там два роки відвідував коледж. Потім він зосередився на поезії, опублікувавши збірку віршів у 1926 році. У вступі до книги Пант висловив невдоволення тим, що носії гінді «мислять однією мовою, а висловлюються іншою».  Він прагнув допомогти запровадити нову національну мову.
Пант переїхав до Калаканкара в 1931 році та дев'ять років він жив усамітненим життям на природі. Одночасно він захопився роботами та мисленням Карла Маркса та Махатми Ганді, присвятивши їм кілька віршів у своїй поезії, яку створив у цей час. Пант повернувся до Алмори в 1941 році, де відвідував драматичні заняття в Культурному центрі Удай Шанкар.  Через три роки він переїхав до Мадрасу, а потім до Пондічеррі, відвідуючи ашрам Ауробіндо.  

## Літературна кар'єра
Він був одним із найвідоміших поетів 20-го століття мовою хінді, відомий романтизмом у віршах, які були натхненні природою, людьми та внутрішньою красою.   Пант є автором двадцяти восьми опублікованих творів, включаючи поезію, віршовані п’єси та есе.
Окрім віршів Чхаявааді, Пант також писав прогресивні, гуманістичні та  філософські вірші. Пант з часом вийшов за межі цього стилю.   

## Нагороди
У 1960 році Пант отримав нагороду Sahitya Academy, яку вручає Літературна академія Індії.
У 1969 році Пант став першим хінді-поетом, який отримав премію Джнанпіта, яка вважається найвищою літературною нагородою в Індії. Цю нагороду він отримав за збірку своїх найвідоміших віршів під назвою «Чідамбара».  
У 1961 році уряд Індії нагородив його орденом Падма Бхушан  
Пант помер 28 грудня 1977 року в Аллахабаді, Уттар-Прадеш, Індія. Будинок його дитинства в Каусані перетворено на музей. 